# Johann Heinrich Rößler
Johann Heinrich Rößler (* 3. September 1751 in Hausen bei Vellberg; † 19. Juli 1832 in Untermünkheim) begründete die Schreinerfamilie Rößler.

## Leben
Er war der Sohn des Bauern Johann Leonhard Rößler (1715–1787). Die Familie zog um 1758 nach Trögelsberg. Johann Heinrich kam später nach Untermünkheim, wo er am 24. August 1779 Maria Rosina Schneider heiratete und zu diesem Zeitpunkt bereits als ansässiger Schreinermeister genannt wird. In rund 20 Jahren hatte das Paar zehn Kinder. Wo Johann Heinrich Rößler seine handwerkliche Ausbildung erhielt, ist heute nicht mehr bekannt. Er zählte zur Haller Zunft.
Die drei Söhne wurden in der väterlichen Werkstatt im Haus Nr. 12 (heute: Hohenloher Straße) zu Möbelschreinern ausgebildet:
- Johann Georg Rößler (1785–1844), gründete eine eigene Werkstatt in Großaltdorf.
- Johann Michael Rößler (1791–1849), übernahm 1818 die Werkstatt des Vaters in Untermünkheim.
- Johann Friedrich Rößler (1796–1863), gründete eine eigene Werkstatt in Eschental.

Die Werkstatt von Johann Heinrich Rößler und später auch die seines Sohnes Johann Michael bildete nie mehr als einen Lehrling aus und hatte höchstens zwei Gesellen. Zur Werkstatt zählten ferner verschiedene „Hausgesellen“, d. h. Knechte, Mägde, Dienstboten, Helfer, Familienangehörige usw.

## Werk
Die Rößlers fertigten in Untermünkheim vorwiegend klassische ländliche Aussteuermöbel wie Schränke, Truhen und Himmelbetten und haben damit das Erscheinungsbild bemalter Bauernmöbel im Umfeld von Schwäbisch Hall und in Hohenlohe geprägt. Für den städtischen Absatzmarkt, wo bemalte Bauernmöbel nicht gefragt waren, wurden außerdem Tische, Stühle und Wandregale gefertigt.
Das Werk von Johann Heinrich Rößler wird weitgehend nur mutmaßlich zugeschrieben, da erst sein Sohn Johann Michael Rößler die bemalten Möbel auch signiert hat. Ausgehend von unsignierten Datierungen auf Möbelstücken und stilistischen Ableitungen kann das Werk des Vaters jedoch erschlossen werden.
Möbel der Schreinerfamilie Rößler befinden sich u. a. im Landesmuseum Württemberg, im Rößler-Museum in Untermünkheim, im Heimatmuseum in Künzelsau, im Weygang-Museum in Öhringen, im Hällisch-Fränkischen Museum in Schwäbisch Hall und im Hohenloher Freilandmuseum Wackershofen.